# Fosse no 9 des mines de Béthune
La fosse no 9 de la Compagnie des mines de Béthune est un ancien charbonnage du Bassin minier du Nord-Pas-de-Calais, situé à Annequin. Les travaux commencent le 10 juillet 1893, pour une mise en service en 1896. Le puits d'aérage no 12 est ajouté en 1909, le 4 bis en 1925. Des cités sont bâties à proximité de la fosse. Quatre terrils sont issus de son exploitation, donc deux terrils cavaliers.
La Compagnie des mines de Béthune est nationalisée en 1946, et intègre le Groupe de Béthune. La fosse no 9 ferme le 1er septembre 1964, entraînant également la fermeture des puits d'aérage.
Au début du XXIe siècle, Charbonnages de France matérialise la tête du puits no 9. La scierie et le magasin sont détruits en 2006, la maison du garde l'est en 2011. Il subsiste sur le site les bureaux, les ateliers, et les lavabos.

## La fosse

### Fonçage
Alors que le puits no 8 de la fosse no 8 - 8 bis est encore en travaux, le puits no 9 est commencé à Annequin le 10 juillet 1893 à 4 520 mètres à l'ouest du puits no 8. Ce sont, avec le puits no 4 bis, les trois fosses les plus septentrionales de la Compagnie des mines de Béthune.
Le puits est entrepris à l'altitude de 32 mètres. Le puits est situé à 350 mètres à l'ouest du clocher du village. Le niveau d'eau a été passé sans difficultés à l'aide de deux pompes. La venue d'eau maximale a été de mille hectolitres à l'heure à la profondeur de 19,50 mètres. Un cuvelage en chêne a été posé entre 9,20 et 95,20 mètres de profondeur. Le diamètre utile est de 4,50 mètres. Le terrain houiller est atteint à la profondeur de 162 mètres. Les accrochages sont établis à 200 et à 251 mètres, le puits est alors profond de 271,80 mètres.

### Exploitation
La fosse ouvre en 1896. La fosse no 12 est commencée le 6 février 1909 à 1 750 mètres au sud-sud-ouest de la fosse no 9. Le 7 mai 1925, à 1 770 mètres à l'est de la fosse no 9, c'est la fosse no 4 bis qui est commencée, il s'agit également d'un puits d'aérage, mais il est plutôt destiné à la fosse no 4.
La Compagnie des mines de Béthune est nationalisée en 1946, et intègre le Groupe de Béthune. Le moulinage est modernisé en 1945, le criblage l'est en 1951. Comme pour les autres fosses des environs, les sondages indiquent que l'exploitation profonde ne sera pas suffisamment rentable. La fosse no 9 ferme le 1er septembre 1964, les fosses nos 4, 4 bis et 12 ferment la même année.
Le puits no 9, alors profond de 527 mètres, est remblayé en 1964. Un incendie survenu en 1977 à causé la destruction de la salle des compresseurs.

### Reconversion
Au début du XXIe siècle, Charbonnages de France matérialise la tête de puits. Le BRGM y effectue des inspections chaque année. Le puits est équipé d'un exutoire de grisou. La scierie et le magasin sont détruits en 2006, la maison du garde l'est en 2011. Il subsiste sur le site les bureaux, les ateliers, et les lavabos.

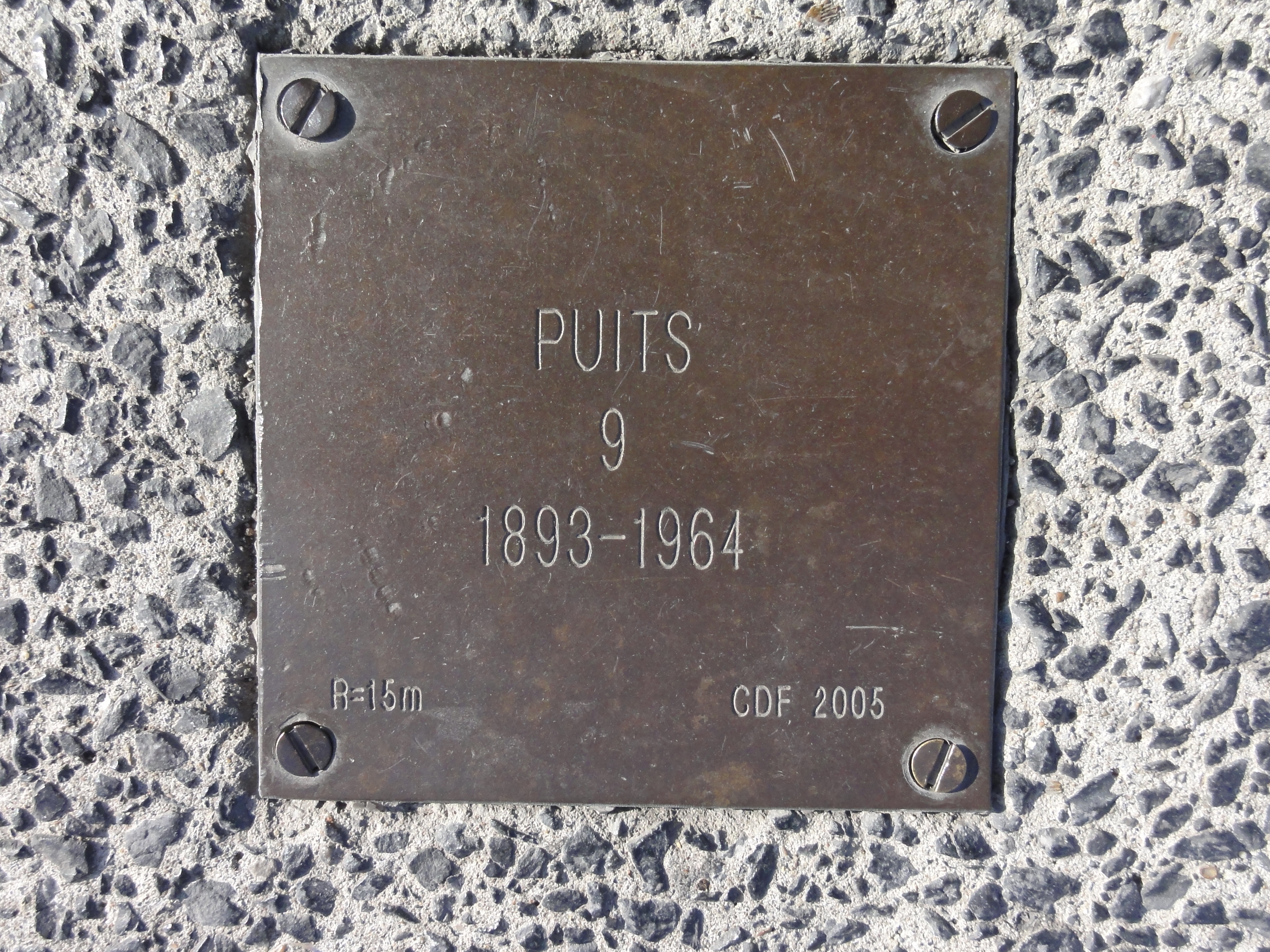
Puits no 9, 1893-1964.
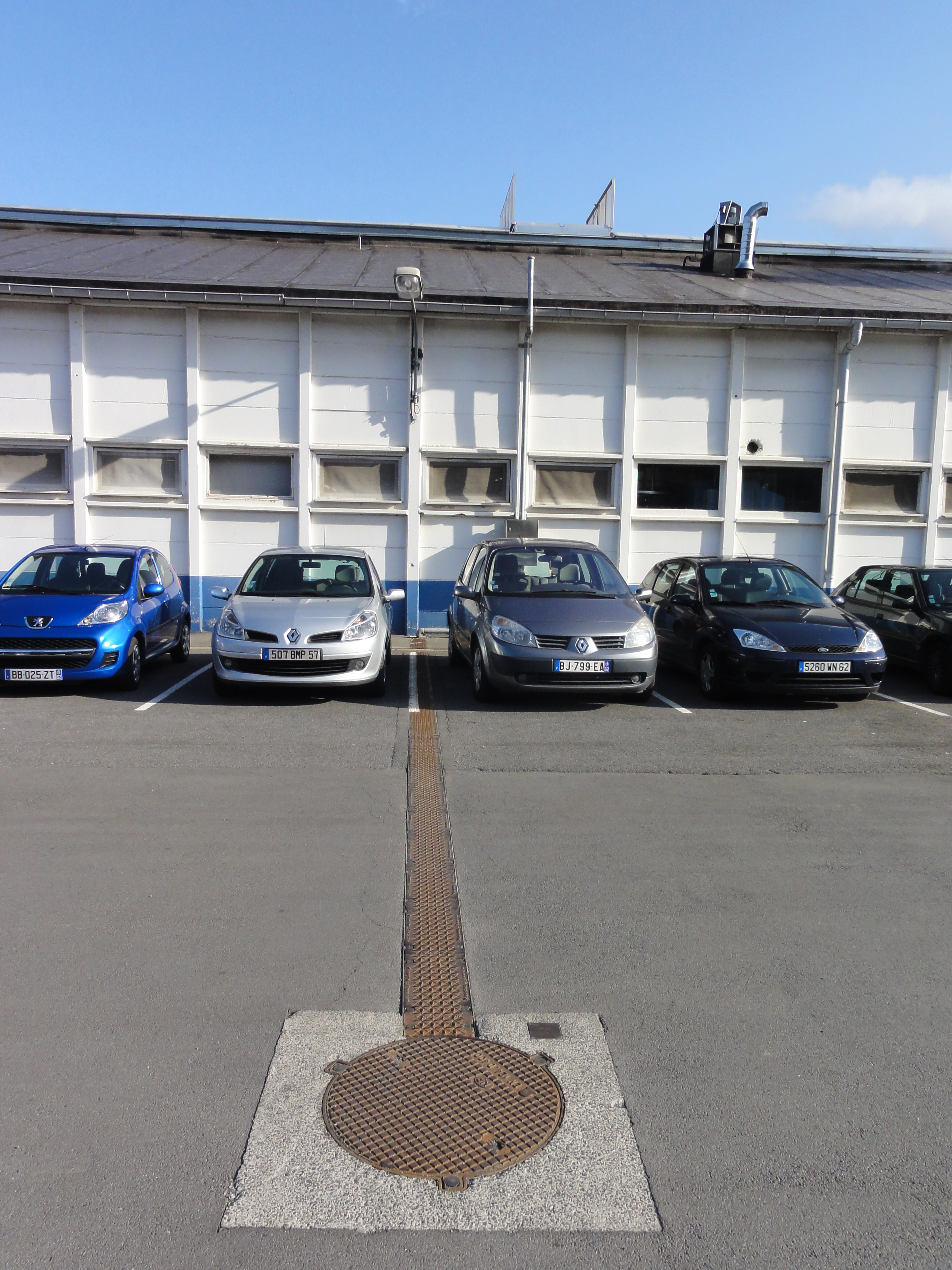
La tête de puits matérialisée, et, en arrière-plan, l'exutoire de grisou.
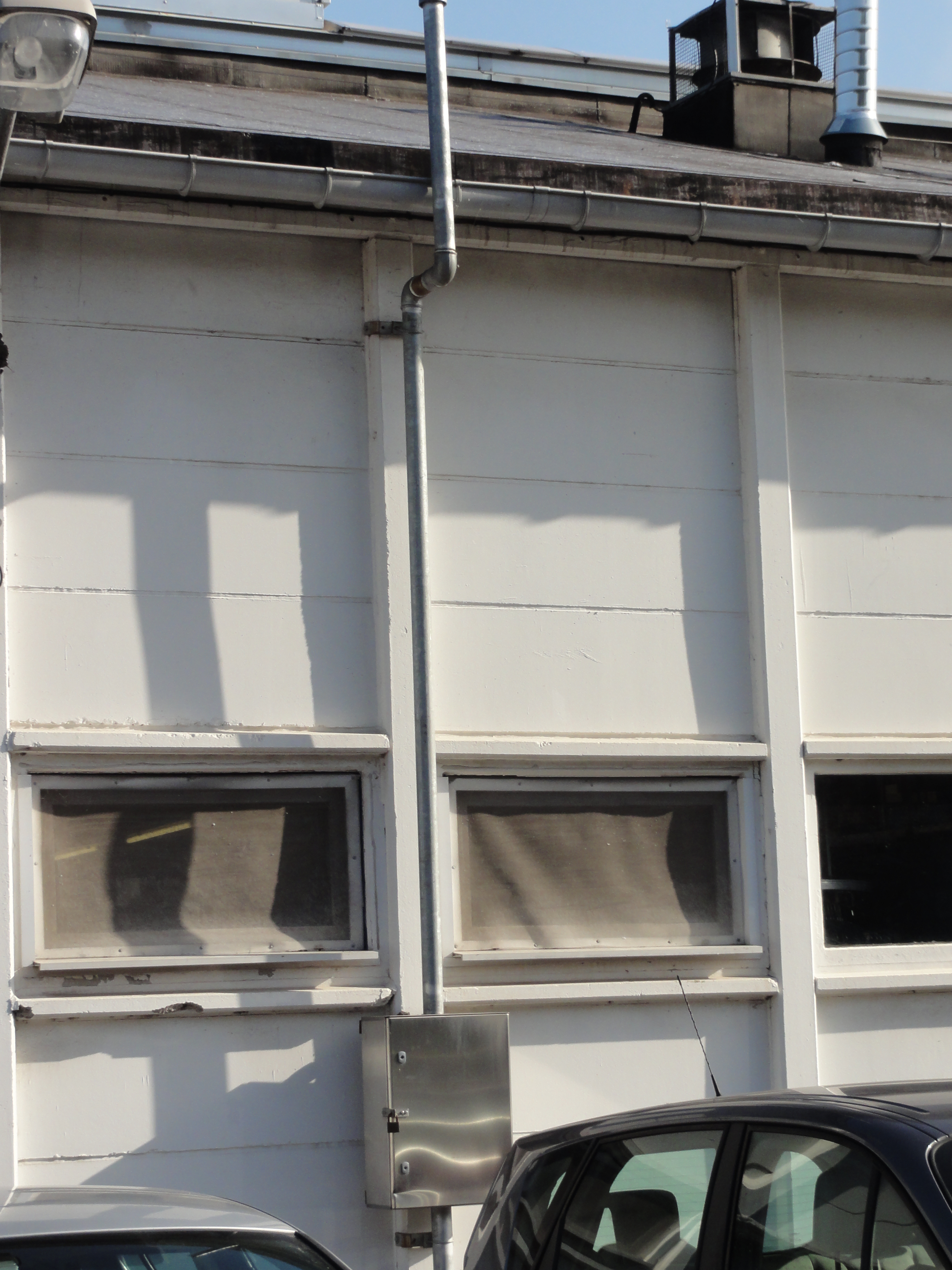
L'exutoire de grisou.
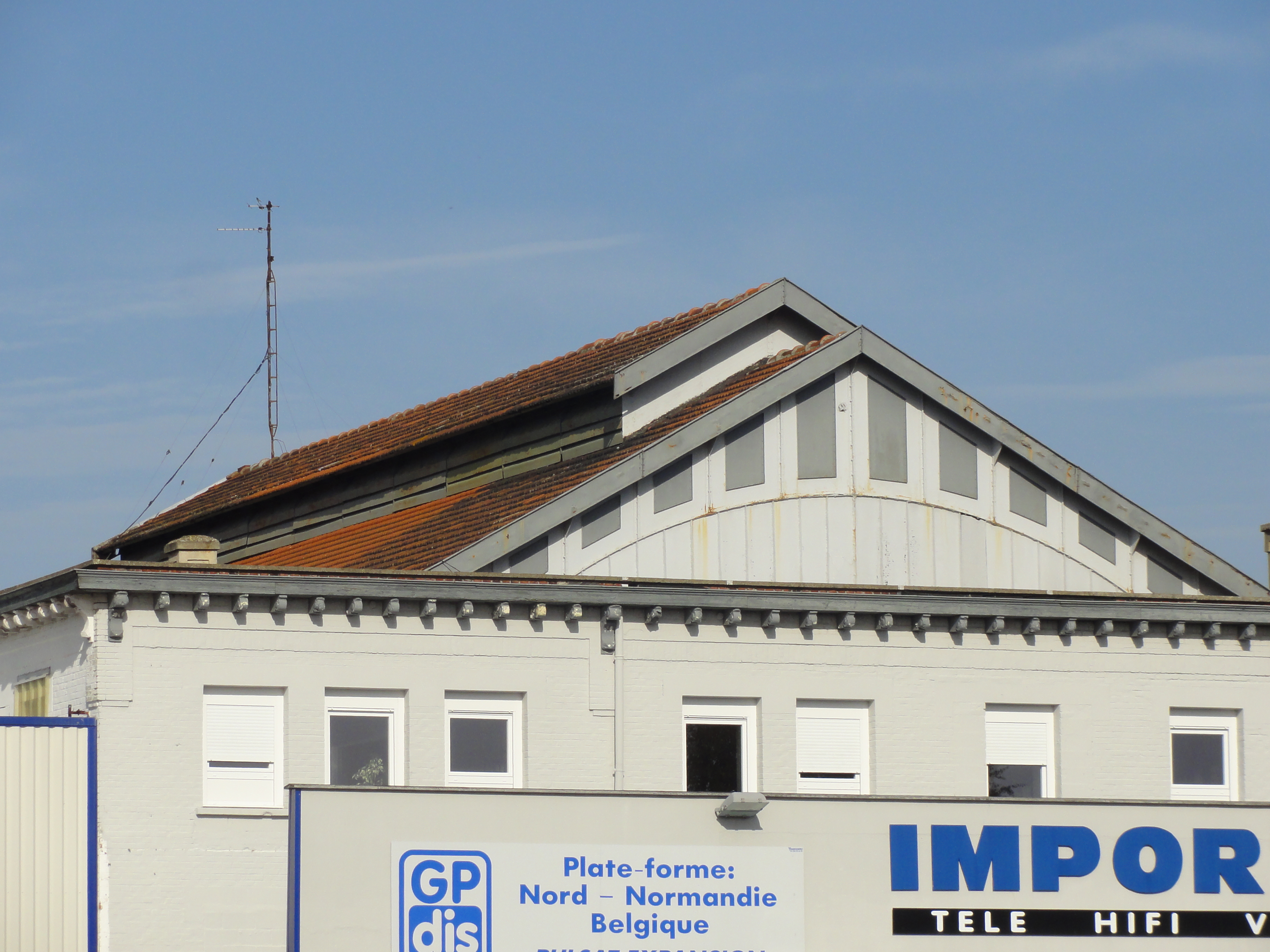
Les bains-douches.
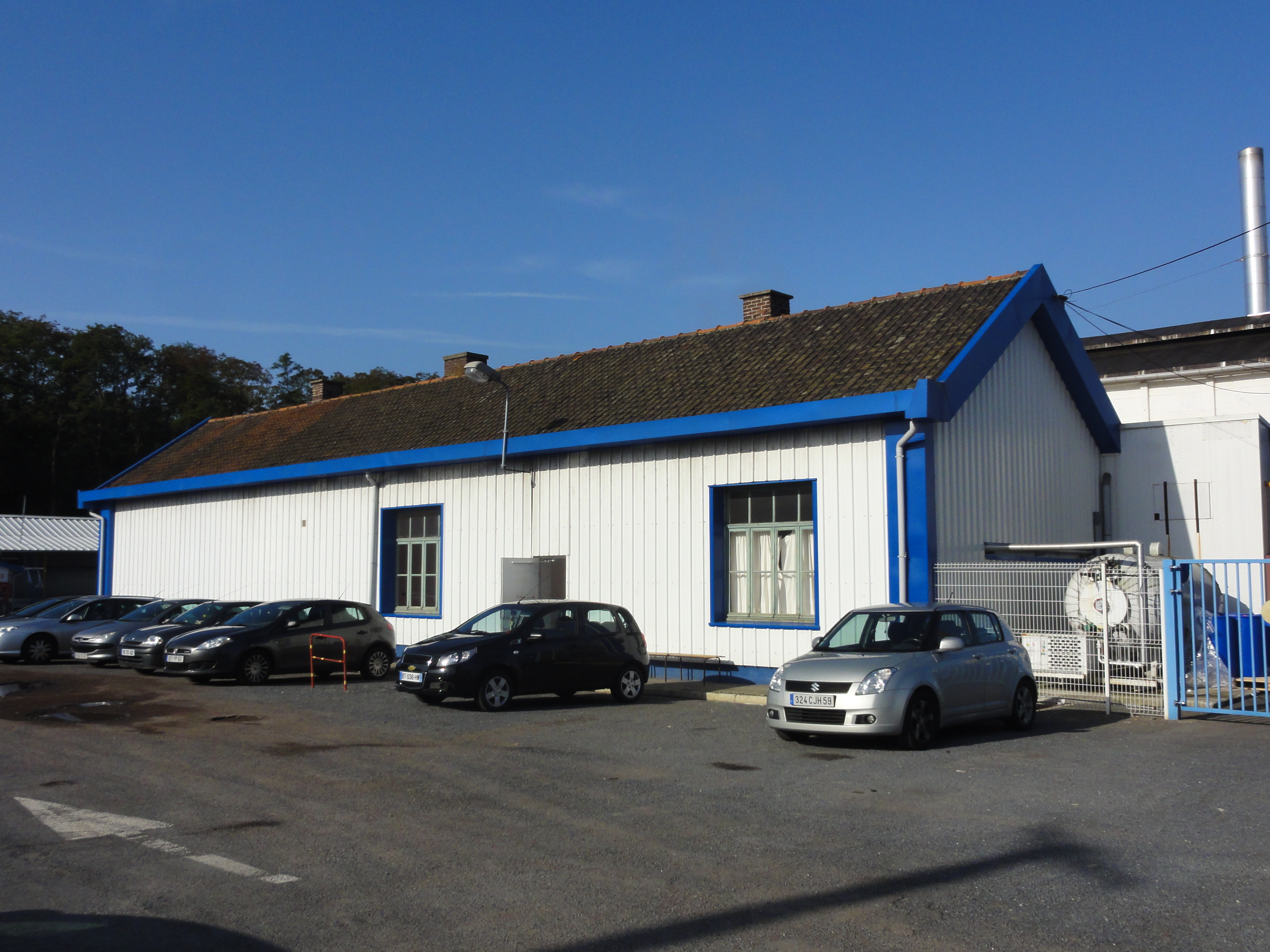
Les bureaux.
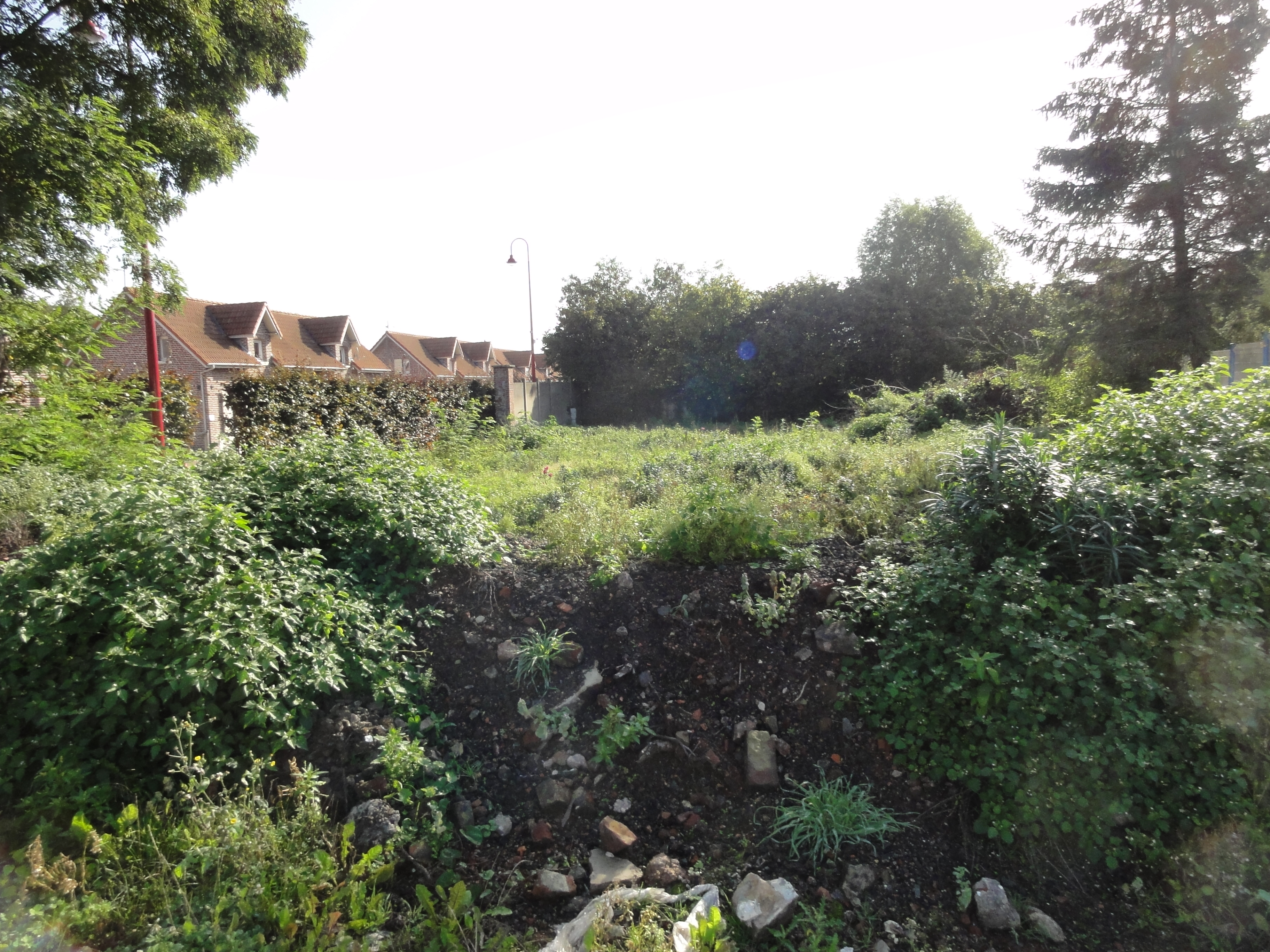
Le site de la maison du garde, détruite en 2011.

## Les terrils
La fosse no 9 possède quatre terrils, dont deux terrils cavaliers. On peut également prendre en compte le terril no 63, Décharge de Sailly, bien qu'il ait été formé par les déchets de plusieurs fosses.

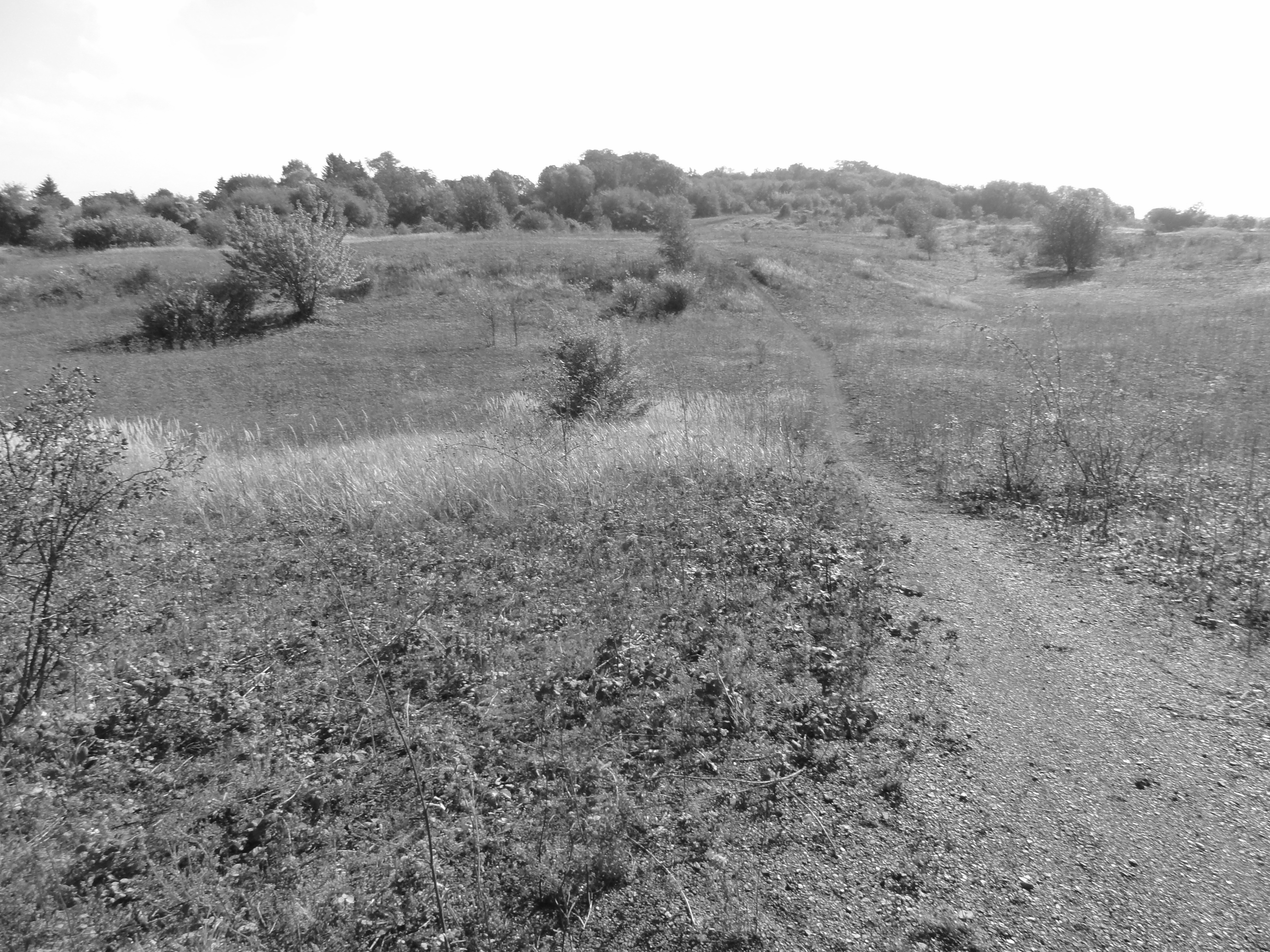
Le terril no 47.

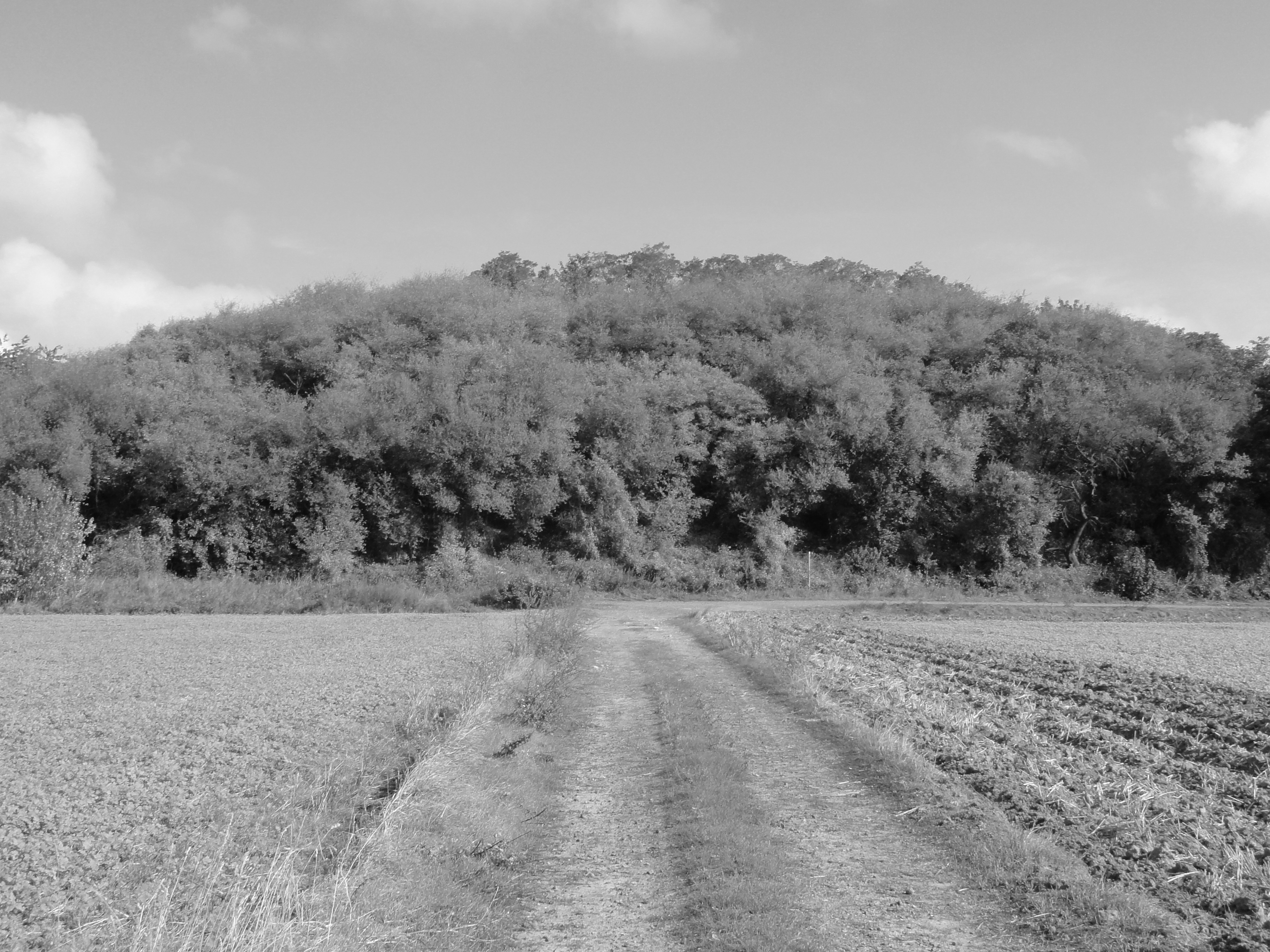
Le terril no 47A.

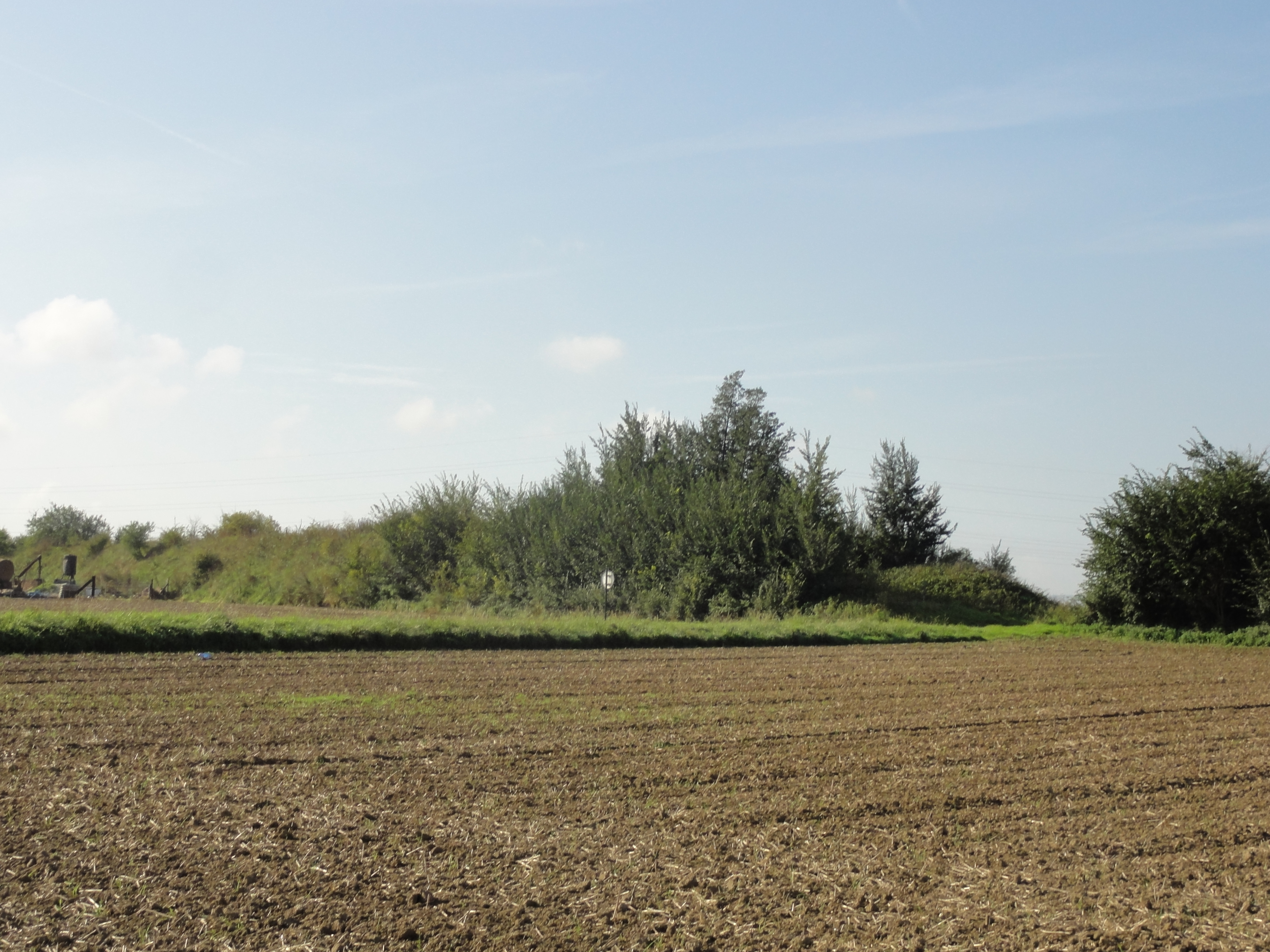
Le terril no 47B.

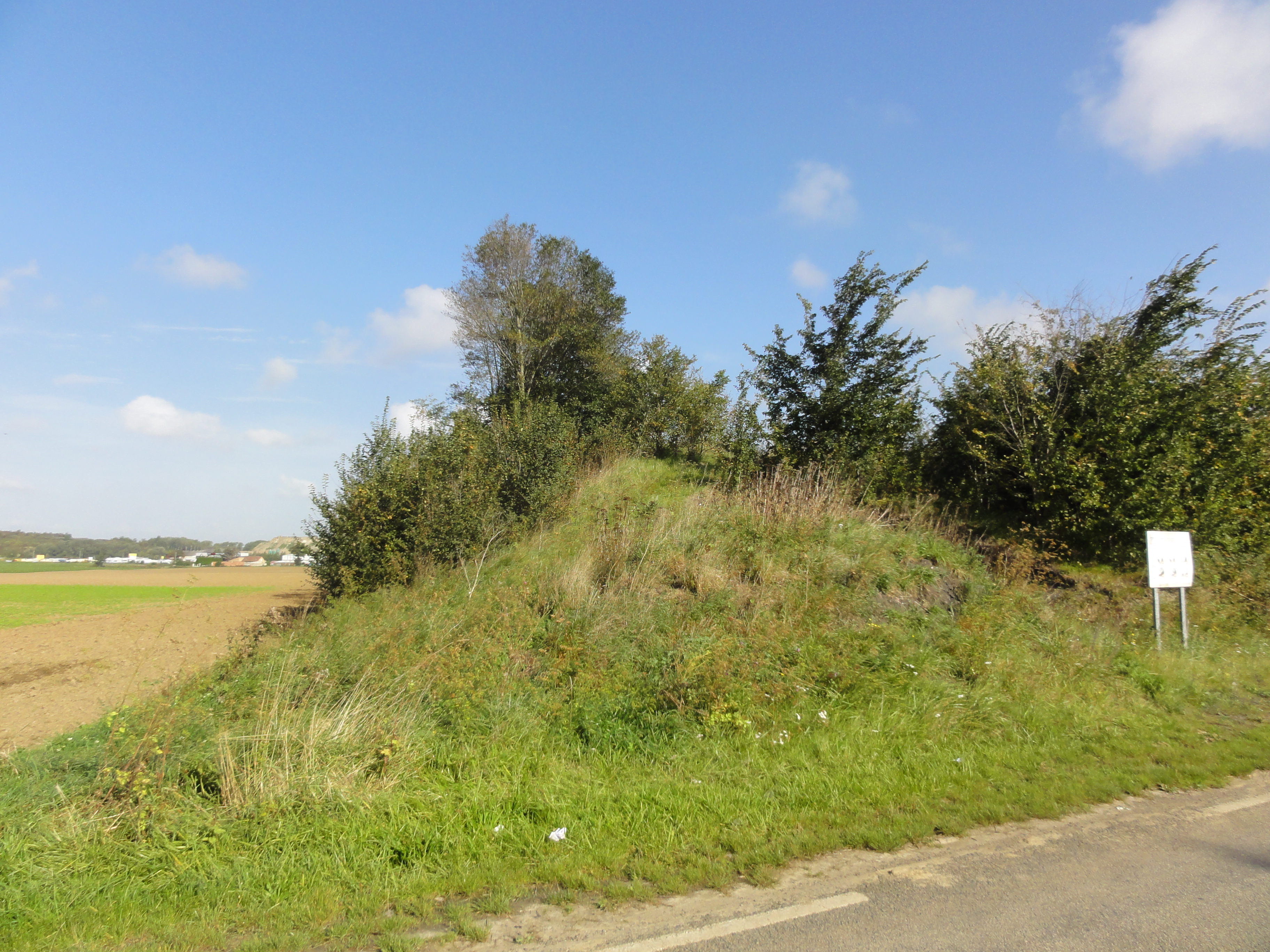
Le terril no 63A.

### Terrilno47, 9 de Béthune Ouest
50° 30′ 10″ N, 2° 42′ 57″ E
Le terril no 47A, 9 de Béthune Ouest, situé à Annequin et Sailly-Labourse, est un des terrils de la fosse no 9 des mines de Béthune. Il s'agit d'un terril conique haut de 83 mètres qui a été exploité, il en reste la base.

### Terrilno47A, 9 de Béthune Est
50° 30′ 08″ N, 2° 43′ 10″ E
Le terril no 47A, 9 de Béthune Est, situé à Annequin, est un des terrils de la fosse no 9 des mines de Béthune. Il est plat et entièrement boisé.

### Terrilno47B, Cavalier du 9 d'Annequin
50° 30′ 20″ N, 2° 42′ 37″ E
Le terril no 47B, Cavalier du 9 d'Annequin, situé à Sailly-Labourse, est un des terrils de la fosse no 9 des mines de Béthune. Il s'agit d'un terril cavalier.

### Terrilno63A, Cavalier du 9 d'Annequin
50° 30′ 32″ N, 2° 42′ 31″ E
Le terril no 63A, Cavalier du 9 d'Annequin, situé à Sailly-Labourse, est un des terrils de la fosse no 9 des mines de Béthune. Il s'agit d'un terril cavalier.

## Les cités
Des cités ont été établies à proximité de la fosse. Les habitations sont construites dans l'architecture des mines de Béthune, sur le territoire des communes d'Annequin et Sailly-Labourse.

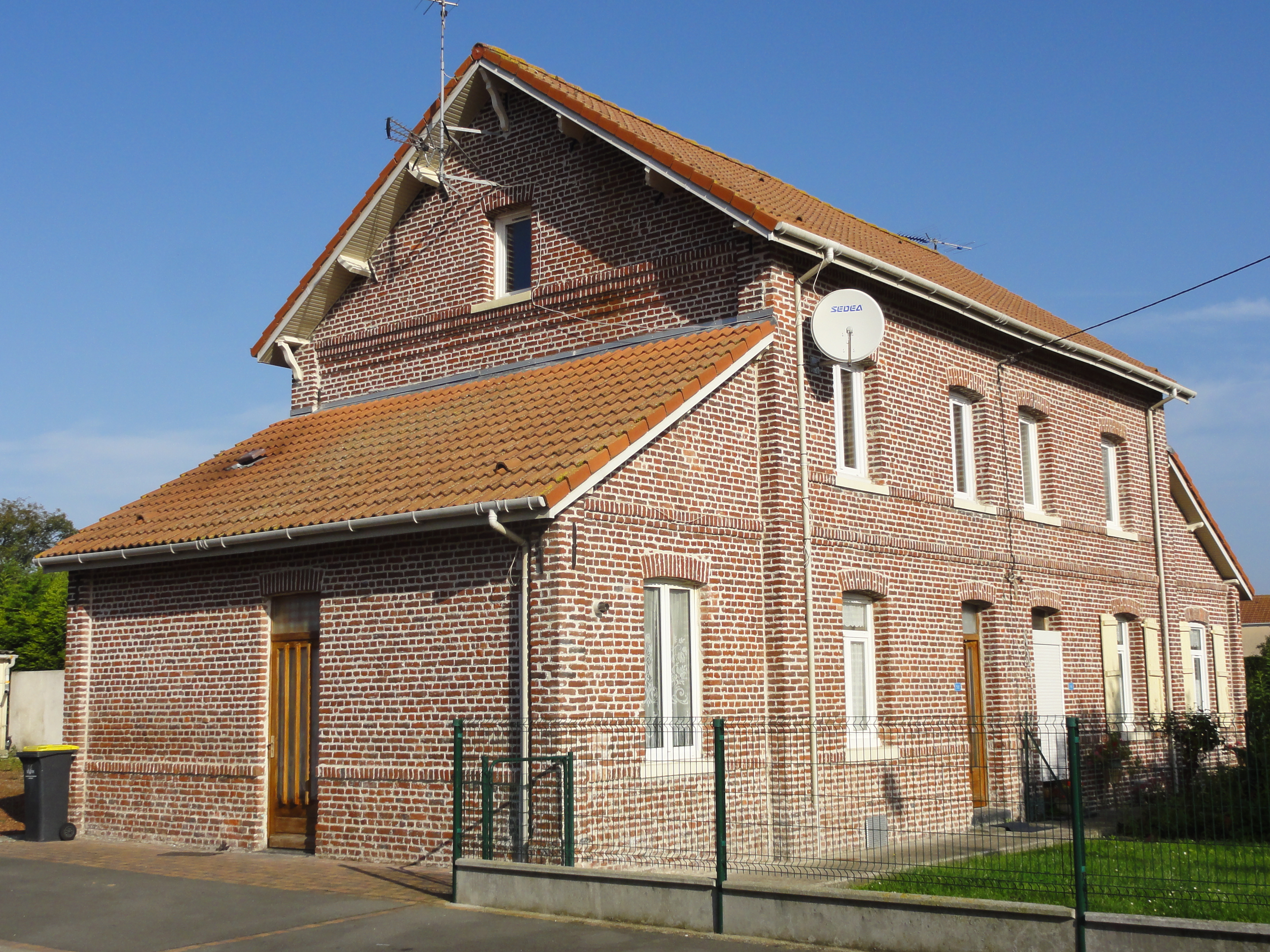
Habitations groupées par quatre.
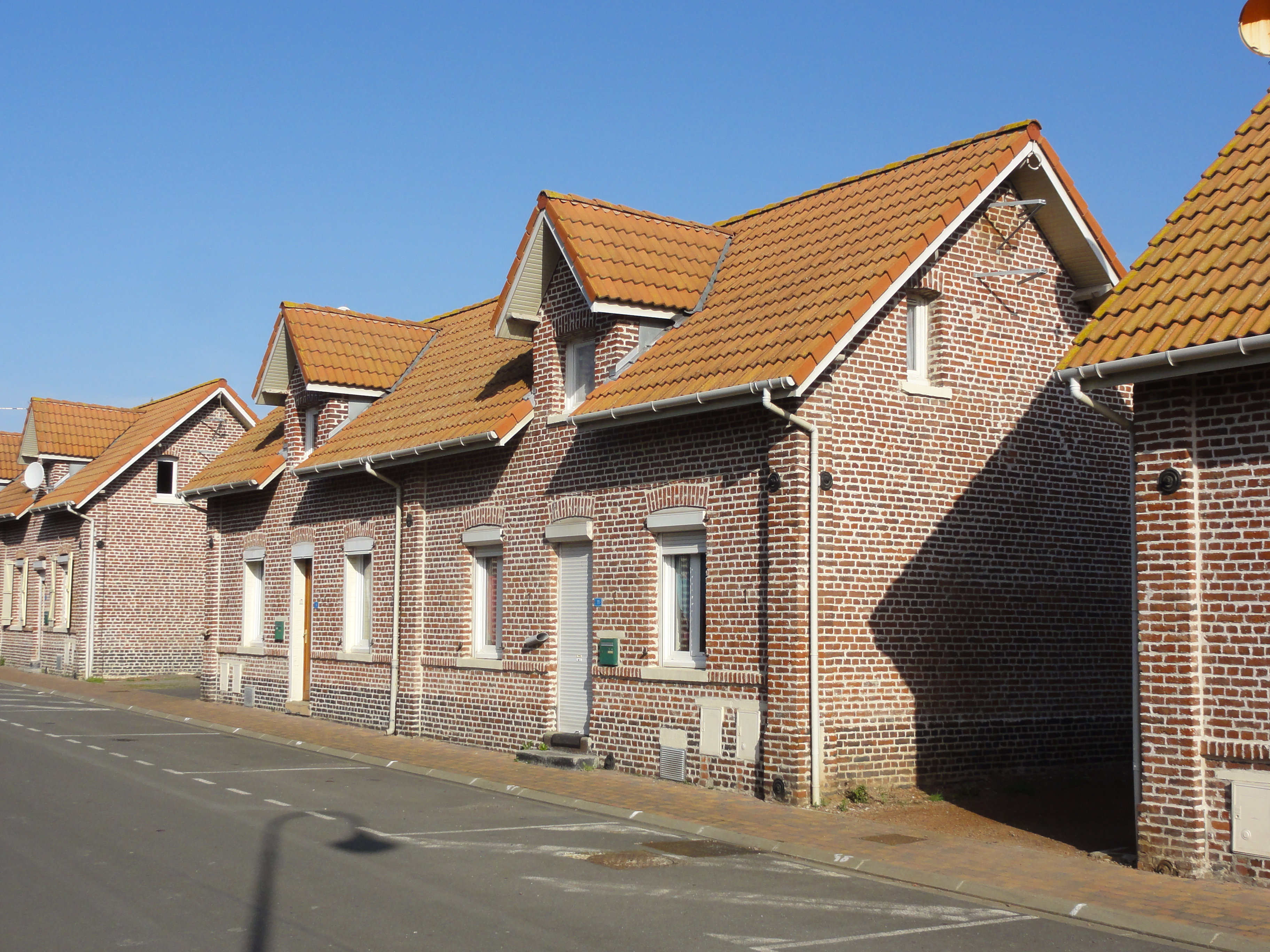
Habitations groupées par deux.
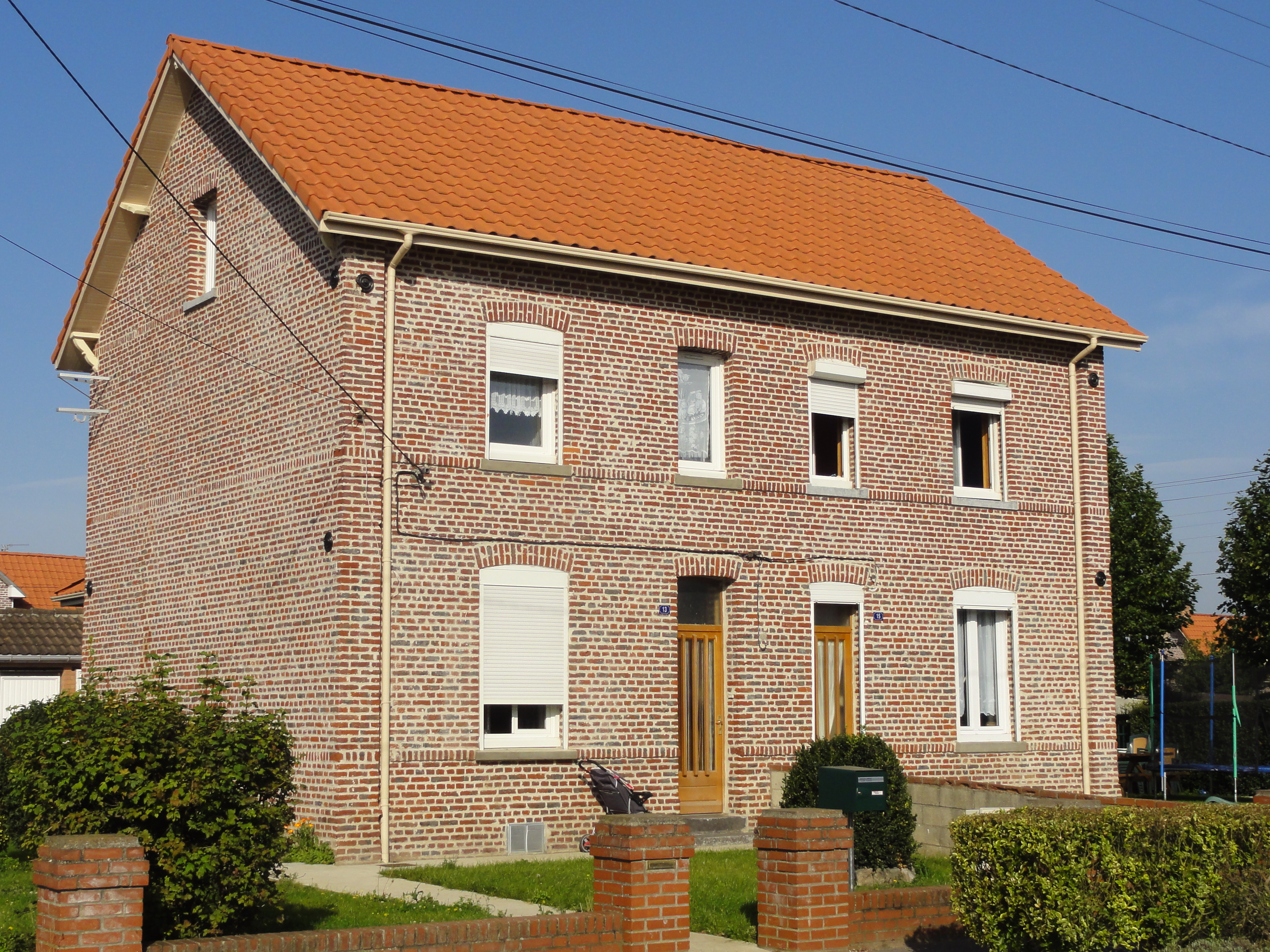
Habitations groupées par deux.
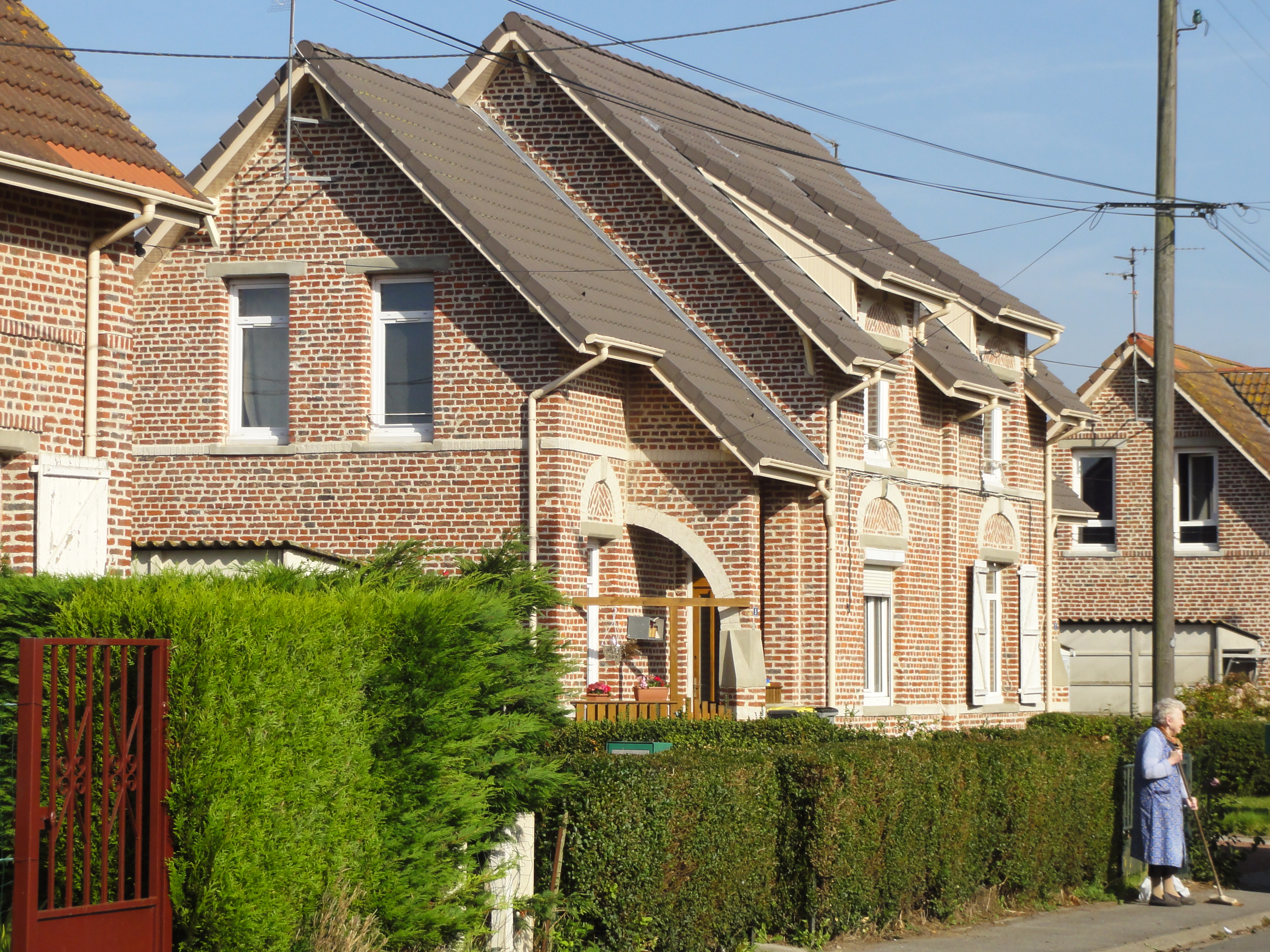
Habitations groupées par deux.
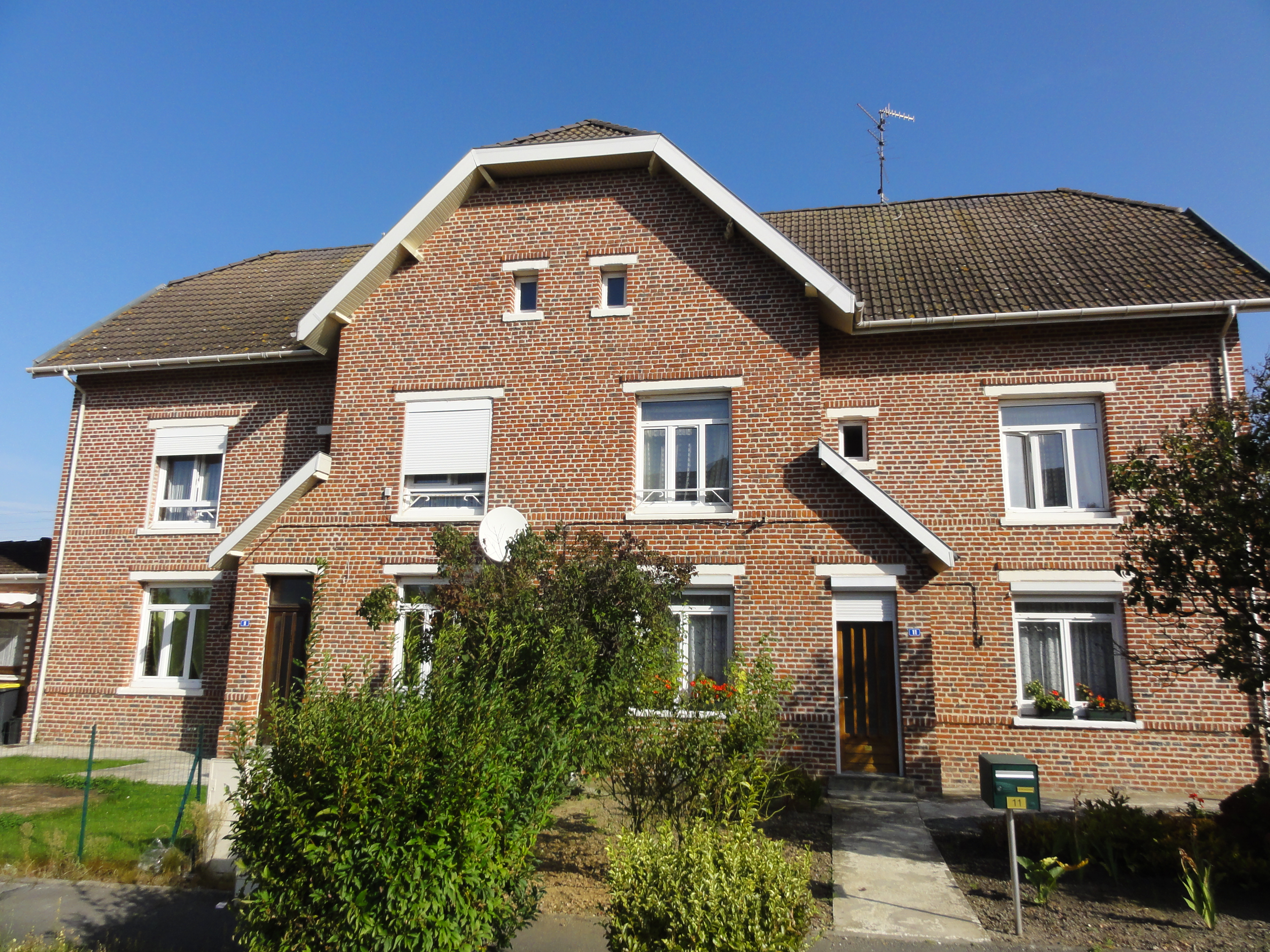
Habitations groupées par quatre.
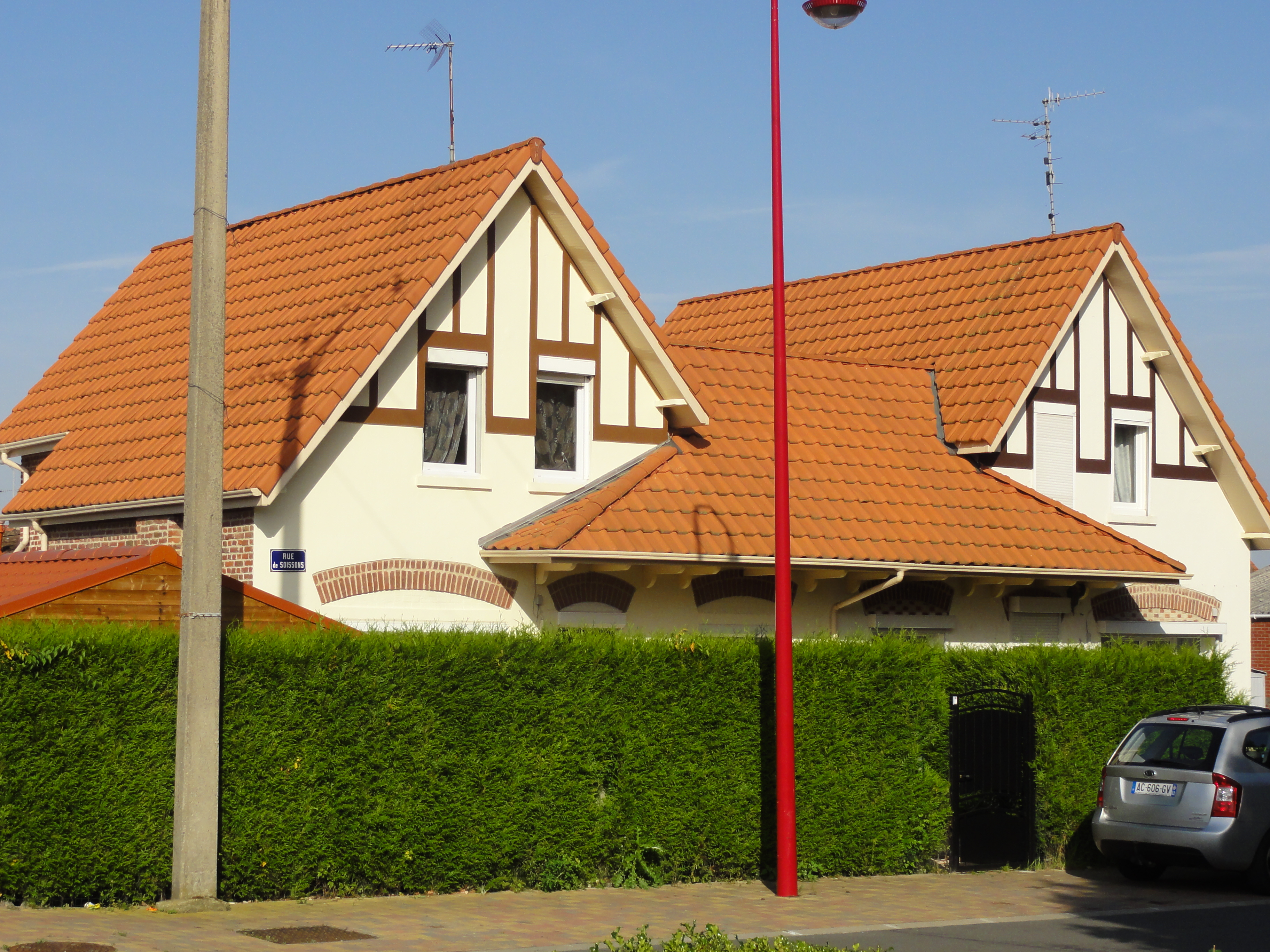
Habitations groupées par deux.